# Cytora
Cytora is een geslacht van weekdieren uit de klasse van de Gastropoda (slakken).

## Soorten
- Cytora ampla (Powell, 1941)
- Cytora annectens (Powell, 1948)
- Cytora aranea (Powell, 1928)
- Cytora brooki B. A. Marshall & Barker, 2007
- Cytora calva (Hutton, 1882)
- Cytora chiltoni (Suter, 1896)
- Cytora climoi B. A. Marshall & Barker, 2007
- Cytora cytora (Gray, 1850)
- Cytora depressa N. Gardner, 1968
- Cytora fasciata (Suter, 1894)
- Cytora filicosta (Powell, 1948)
- Cytora gardneri B. A. Marshall & Barker, 2007
- Cytora goulstonei B. A. Marshall & Barker, 2007
- Cytora hazelwoodi B. A. Marshall & Barker, 2007
- Cytora hedleyi (Suter, 1894)
- Cytora hirsutissima (Powell, 1951)
- Cytora hispida N. Gardner, 1967
- Cytora houhora B. A. Marshall & Barker, 2007
- Cytora jamiesoni B. A. Marshall & Barker, 2007
- Cytora kahurangi B. A. Marshall & Barker, 2007
- Cytora kakano B. A. Marshall & Barker, 2007
- Cytora kamura B. A. Marshall & Barker, 2007
- Cytora kerrana N. Gardner, 1968
- Cytora lignaria (L. Pfeiffer, 1857)
- Cytora malleata B. A. Marshall & Barker, 2007
- Cytora maui B. A. Marshall & Barker, 2007
- Cytora mayhillae B. A. Marshall & Barker, 2007
- Cytora minor B. A. Marshall & Barker, 2007
- Cytora motu B. A. Marshall & Barker, 2007
- Cytora pakotai B. A. Marshall & Barker, 2007
- Cytora pallida (Hutton, 1883)
- Cytora pannosa (Hutton, 1882)
- Cytora paparoa B. A. Marshall & Barker, 2007
- Cytora parrishi B. A. Marshall & Barker, 2007
- Cytora rakiura B. A. Marshall & Barker, 2007
- Cytora septentrionalis (Suter, 1907)
- Cytora solitaria (Powell, 1935)
- Cytora taipa B. A. Marshall & Barker, 2007
- Cytora tawhiti B. A. Marshall & Barker, 2007
- Cytora tepakiensis N. Gardner, 1967
- Cytora tokerau B. A. Marshall & Barker, 2007
- Cytora torquillum (Suter, 1894)
- Cytora tuarua B. A. Marshall & Barker, 2007